# Bagno Ciemino
Rezerwat przyrody „Bagno Ciemino” – leśny rezerwat przyrody w województwie zachodniopomorskim, w powiecie szczecineckim, we wschodniej części gminy Borne Sulinowo.

## Położenie
Znajduje się 1 km na północny wschód od Łączna i 3,5 km na zachód od Jelenina. Do północnej granicy rezerwatu, na odcinku 4 km przylega linia kolejowa Złocieniec-Szczecinek, natomiast wschodnią i południową granicą jest jezioro Ciemino (linia brzegowa o długości 4,5 km).
Rezerwat leży w granicach Obszaru Chronionego Krajobrazu Pojezierze Drawskie oraz obszaru siedliskowego sieci Natura 2000 „Bagno i Jezioro Ciemino” PLH320036.

## Informacje ogólne
Rezerwat został utworzony na mocy zarządzenia Ministra Ochrony Środowiska, Zasobów Naturalnych i Leśnictwa z dnia 25 lipca 1997, na powierzchni 466,51 ha. Rozporządzeniem Nr 12/2004 Wojewody Zachodniopomorskiego z dnia 5 maja 2004 zmniejszono go do 400,29 ha. Obecnie podawana wielkość rezerwatu to 400,43 ha.
Powstał w celu zachowania ze względów naukowych i dydaktycznych cennych ekosystemów leśnych i torfowiskowych, charakterystycznych dla Pojezierza Drawskiego.
Celem ochrony jest zachowanie zbiorowisk roślinnych leśnych i torfowiskowych zmiennowilgotnych łąk trzęśliwcowych (Molinion), niżowych i górskich świeżych łąk użytkowanych ekstensywnie (Arrhenatherion elatioris), torfowisk przejściowych i trzęsawisk (Scheuchzerio-Caricetea), buczyn kwaśnych (Luzulo-Fagenion), borów i lasów bagiennych (Vaccinio uliginosi-Pinetum, Betula pubescens-Deschampsia caespitosa, Betula pubescens-Rubus idaeus), łęgów olszowych (Alnion glutinoso-incanae), łęgowe lasy dębowo-wiązowo-jesionowych (Ficario-Ulmetum minoris). Chronione są rzadkie, wartościowe gatunki roślin naczyniowych i mszaków, jak: kukułka krwista (Dactylorhiza incarnata), kukułka szerokolistna (Dactylorhiza majalis), kruszczyk szerokolistny (Epipactis helleborine), podkolan biały (Platanthera bifolia), rosiczka okrągłolistna (Drosera rotundifolia), widłak jałowcowaty (Lycopodium annotinum), bagno zwyczajne (Ledum palustre), nasięźrzał pospolity (Ophioglossum vulgatum), nerecznica grzebieniasta (Dryopteris cristata), widłoząb Bergera (Dicranum bergerei) oraz torfowców.
Rezerwat znajduje się na terenie Nadleśnictwa Czarnobór. Nadzór nad rezerwatem sprawuje Regionalny Dyrektor Ochrony Środowiska w Szczecinie. Na mocy planu ochrony ustanowionego w 2008 roku, obszar rezerwatu objęty jest ochroną czynną.

## Turystyka
Na południowej granicy rezerwatu (brzeg jeziora Ciemino) schrony Wału Pomorskiego. Po zachodniej stronie rezerwatu prowadzi znakowany czarny Szlak Rowerowy Nizica (okrężny, zaczyna się i kończy w Szczecinku), a południowym brzegiem jeziora Ciemino zielony Szlak Wzniesień Moreny Czołowej (Czaplinek→ Szczecinek).